# Benelli 500 VLM
La Benelli 500 VLM è una motocicletta italiana prodotta dal 1940 per le forze armate. A volte è indicata anche come Benelli 500 M40 VLM.

## Storia

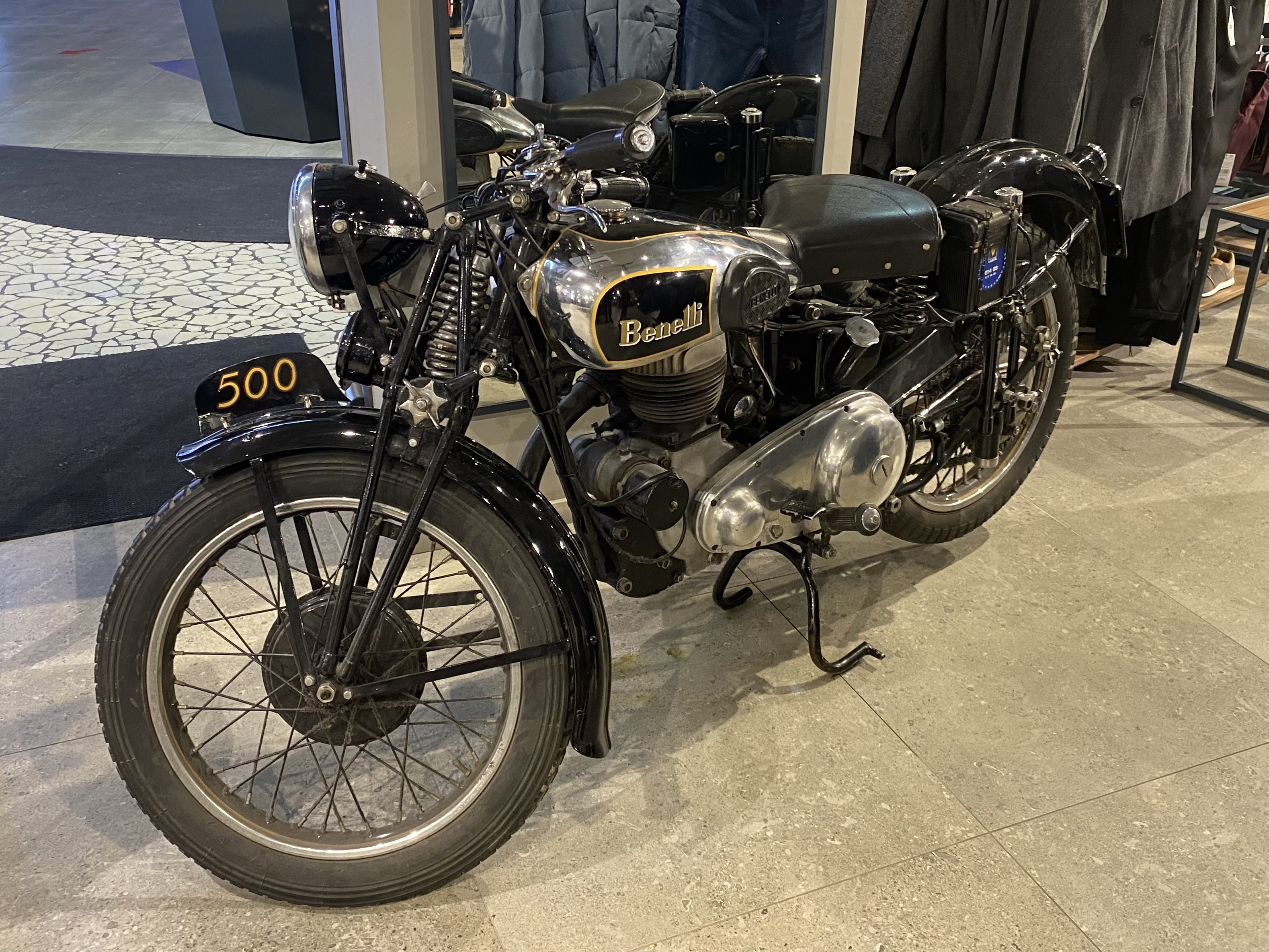
La Benelli 500 VLC

Nel 1940 la Benelli presentò una nuova moto da 500 cm³ con nuovo motore a valvole laterali per il mercato civile, chiamata Benelli 500 VLC (Valvole Laterali Civile). Lo scoppio della seconda guerra mondiale, portò la Benelli a dirottare tutta la sua produzione a favore del modello militare della moto, chiamato appunto Benelli 500 VLM (Valvole Laterali Militare). La moto, impiegata proficuamente su tutti i fronti, venne prodotta anche nella versione biposto, battezzata Benelli 500 VLMB (Valvole Laterali Militare Biposto). A queste due versioni militari si affiancavano, in servizio nel Regio Esercito, la Benelli 250 M37 ed il motocarro Benelli 500 M36 Mototriciclo, con le quali condividevano numerose componenti comuni.

## Tecnica

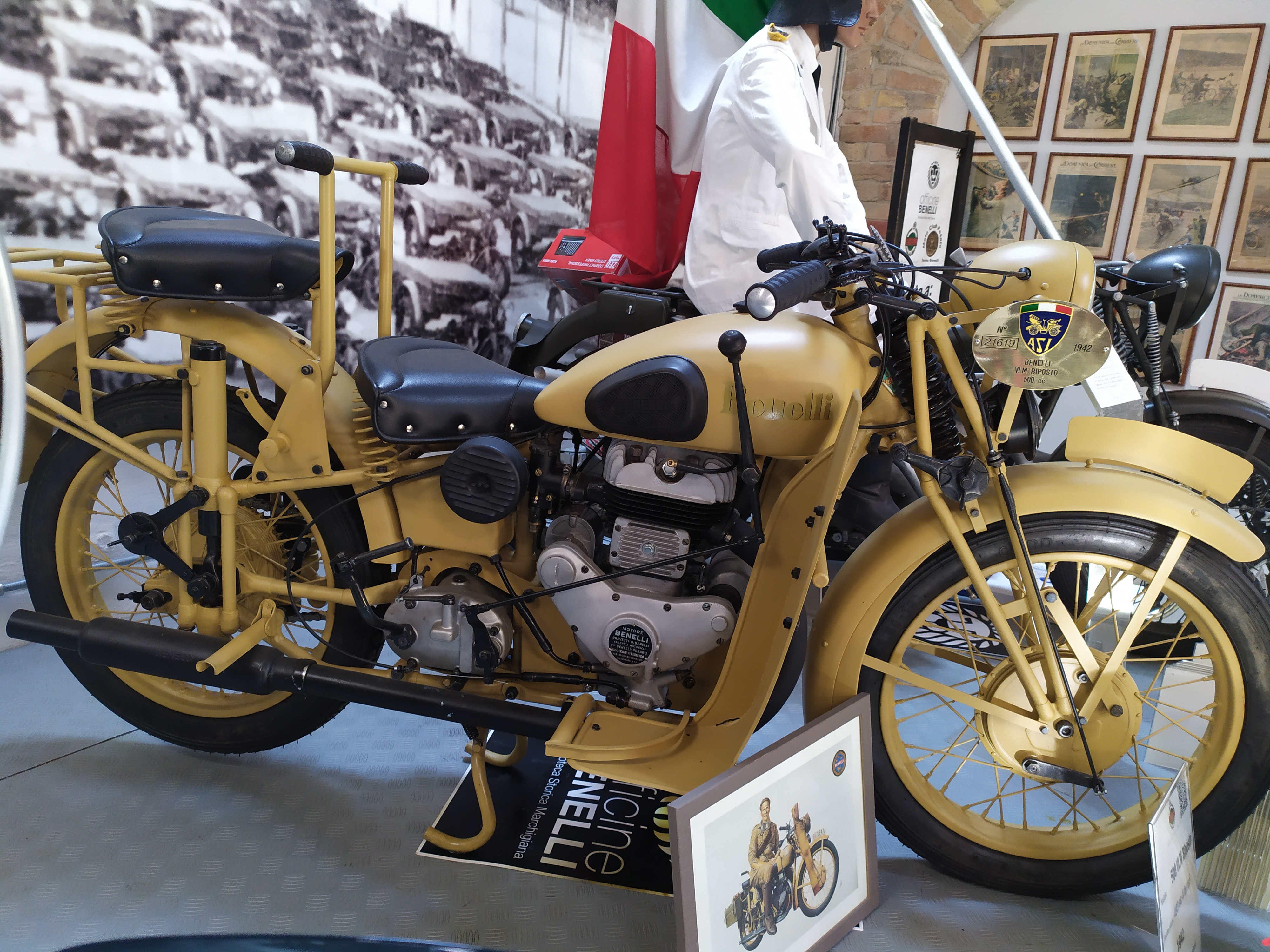
Benelli VLM 500

Il telaio è monoculla, in tubolari d'acciaio, con sospensione anteriore a parallelogramma e posteriore a forcellone oscillante ed ammortizzatori a frizione regolabile. Il motore è un monocilindrico verticale a quattro tempi con carburatore Dell'Orto MC 26 F, erogante 12 hp a 4750 giri/min. La cilindrata è di 493,6 cm³, con alesaggio di 85 mm e corsa di 87 mm. Il cambio a quattro velocità si aziona con leva a mano a destra del serbatoio. I freni sono a tamburo. La VLMB si distingue per la presenza di un secondo sellino con manubrio.